# Hostages of Ayatollah
Hostages of Ayatollah (H.O.A.) war eine deutsche Punkband aus Velbert, die Musikstücke in den Genres Hardcore Punk und Skatepunk geschrieben hat.

## Geschichte
Die Band wurde 1981 gegründet. Ab 1982 spielte sie in ihrer dauerhaften Besetzung mit Sänger Jah-Jah, Gitarrist Jacho, Bassist Micha und Schlagzeuger Torso.
1983 nahmen die Hostages of Ayatollah ihr erstes Demo-Tape Aha auf; ein Jahr später erschien die erste Single Hallo Nachbar. In der folgenden Zeit spielte die Gruppe viele Konzerte, bis 1986 die LP Kaaba Kaaba Hey veröffentlicht wurde. Der Erfolg dieser Veröffentlichung blieb jedoch aus, was die Band zu einer vorübergehenden Auflösung bewegte.
1987 fand sich die Gruppe wieder zusammen. Die Musiker änderten den Stil ihrer Musik, auch wurden nun englischsprachige Texte in den Musikstücken verwendet. Im darauffolgenden Jahr nahm die Band ihre zweite LP Simply Too Much Nothing auf, die in der Anhängerschaft jedoch zu teilweise großem Missmut führte. Darüber hinaus hatte Bassist Micha immer wieder Drogenprobleme, was schließlich zur endgültigen Auflösung der Band 1989 führte.
Gitarrist Jacho gründete 1993 unter dem neuen Künstlernamen „Johnny Bottrop“ in Berlin-Kreuzberg die Punkband Terrorgruppe, aus der später The Bottrops hervorging. Schlagzeuger Torso wurde Mitglied von Carnival of Souls.
2009 veröffentlichten die Hostages Of Ayatollah zum Gedenken an den Bassisten Micha, der 2004 in Indien verstorben war, AntHOAlogy, das als CD oder LP – jeweils in Kombination mit einer DVD – vermarktet wurde.

## Bedeutung
Das Musikzeitschrift Ox bezeichnete Hostages of Ayatollah als eine Gruppe, die „essentiell zur Entwicklung von Punk und Hardcore“ in Deutschland beigetragen hat. Auch das Rock Hard befand, dass die Band mit ihrem EP-Debüt, bestehend aus „[v]oller Power, Melodie und guten deutschen Texten“ das Hardcore-Gefühl aus den USA, insbesondere von Minor Threat, kongenial übertragen habe. Zugleich bildete die Gruppe mit Inferno zusammen die Keimzelle für die Terrorgruppe, die auch das Lied Hallo, Nachbar neu vertonte und mit einem anderen Text versah.

## Diskografie
- 1983: …Aha (Tape, Eigenlabel)
- 1984: Hallo Nachbar (EP, Eigenlabel, Nachauflage Weserlabel)
- 1986: Kaaba Kaaba Hey (Split-Album mit Manson Youth, Zorro Records)
- 1988: Simply Too Much Nothing (Album, Econo Records)
- 2009: AntHOAlogy (Kompilation mit Bonus-DVD, X-Mist Records/Plastic Bomb)